# William Langford
William Langford   (Gravenhurst, 7 d'agost de 1896 - Toronto, 21 de gener de 1973) fou un remer canadenc que va competir durant la dècada de 1920.
El 1924 va prendre part en els Jocs Olímpics de París, on guanyà la medalla de plata en la prova del vuit amb timoner del programa de rem.